# Awak Kuier
Awak Sabit Bior Kuier (اواك كوير; Il Cairo, 19 agosto 2001) è una cestista finlandese con cittadinanza egiziana, professionista nella WNBA e in Europa.

## Carriera
È stata selezionata dalle Dallas Wings al primo giro del Draft WNBA 2021 (2ª scelta assoluta).

## Palmarès

### Squadra
Campionato italiano: 1
Reyer Venezia: 2023-2024
 Supercoppa italiana: 1
Reyer Venezia: 2024

### Individuale
MVP finali Serie A1 LBF: 1
Reyer Venezia: 2023-2024
MVP Supercoppa Italiana Serie A1 LBF:1
Reyer Venezia: 2024